# Ajuga chamaepitys
Ajuga chamaepitys Schrb., es una especie fanerógama perteneciente a la familia Lamiaceae, llamada popularmente pinillo. Se encuentra en la región mediterránea y centro de Europa.

## Descripción
Es una pequeña planta herbácea anual que no sobrepasa los 25 cm de altura. Tallos cuadrangulares y velludos, ramificados desde su base, rastreros, erectos en su extremo, que en conjunto forman una mata en forma de cojín.  Las hojas son opuestas, trífidas y sésiles. Las flores son  solitarias, axilares, de color amarillo. Toda la planta desprende un aroma similar al del geranio.

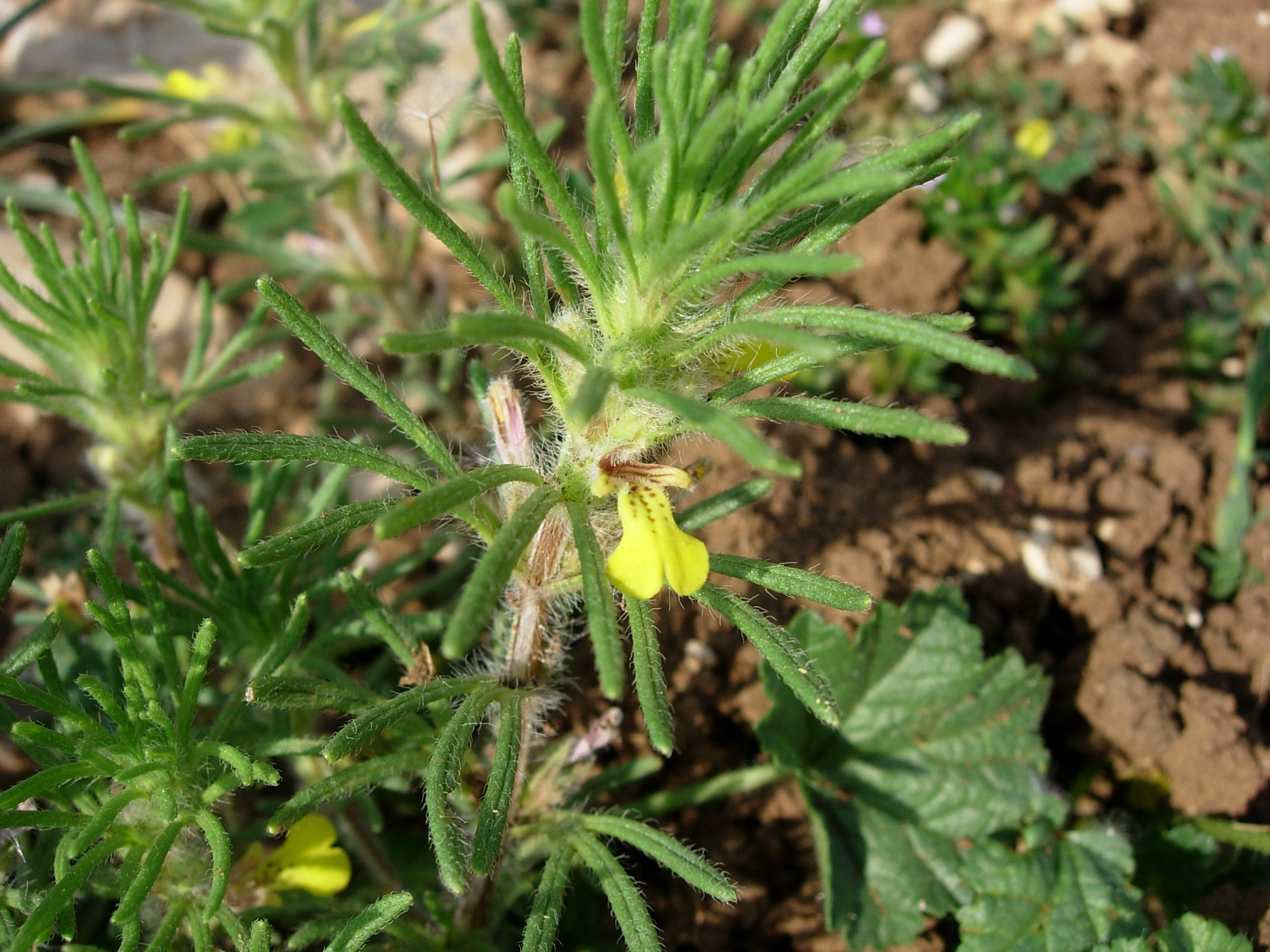

## Taxonomía
Ajuga chamaepitys fue descrita por (L.) Schreb. y publicado en Plantarum Verticillatarum Unilabiatarum Genera et Species 24. 1774.
Sinonimia
- Ajuga suffrutescens (Willk.) Lange
- Chamaepitys suffrutescens (Willk.) J.Holub
- Chamaepitys trifida Dumort.
- Teucrium chamaepitys L.[10]
- Bugula chamaepithys (L.) Scop. (1771).
- Chamaepitys vulgaris Link (1829).
- Bulga chamaepitys (L.) Kuntze (1891).[11]

Nombres comunes
- Castellano: ajuga, camapiteos, camapíteos, camepiteo, camepiteos, camepitio, camepíteos, camepytis, encinilla picuda, hierba artética, hierba bacera, hierba de las junturas, hierba del corazón, iva, iva artrítica, iva artética, iva mayor, iva menor, iva moscada, iva muscata, pinillo, pinillo de Antígola, pinillo de las piedras, pinillo hueco, pinillo oloroso, pinillo rastrero, yerba artética, yerba de junturas, yerba de las junturas, yerba del clin.[10]

## Usos
Las partes aéreas de Ajuga chamaepitys se han utilizado durante siglos en la medicina tradicional iraní como tónico, emenagogo y diurético, así como para la cicatrización de heridas y combatir la transpiración.
 Aviso médico